# Тридесетичетириъгълник
Тридесетичетириъгълникът (също и тетратриаконтагон или триаконтатетрагон) е многоъгълник с 34 страни и ъгли. Сборът на всички вътрешни ъгли е 5760° (32π). Има 527 диагонала.

## Правилен тридесетичетириъгълник
При правилния тридесетичетириъгълник всички страни и ъгли са равни. Вътрешният ъгъл е 169 7⁄17° или приблизително 169,4118°, а външният и централният – 10 10⁄17° или приблизително 10,5882°.

### Лице
Лицето S на правилен тридесетичетириъгълник може да бъде намерено по три начина:
- По страната a:

{\displaystyle S={\frac {17a^{2}}{2}}\cot({\tfrac {\pi }{34}})\approx 91,7296\,a^{2}}
- По радиуса R на описаната окръжност:

{\displaystyle S=17R^{2}\cdot \sin({\tfrac {\pi }{17}})\approx 3,12374\,R^{2}}
- По радиуса r на вписаната окръжност (т.е. апотемата):

{\displaystyle S=34a^{2}\cdot \tan({\tfrac {\pi }{34}})\approx 3,15056\,r^{2}}

### Построяване
Тъй като 34 е произведение на 2 и 17, което е просто число на Ферма, правилен тридесетичетириъгълник може да бъде построен с линийка и пергел по подобие на седемнадесетоъгълник: